# Katholieke Kerk in Sri Lanka

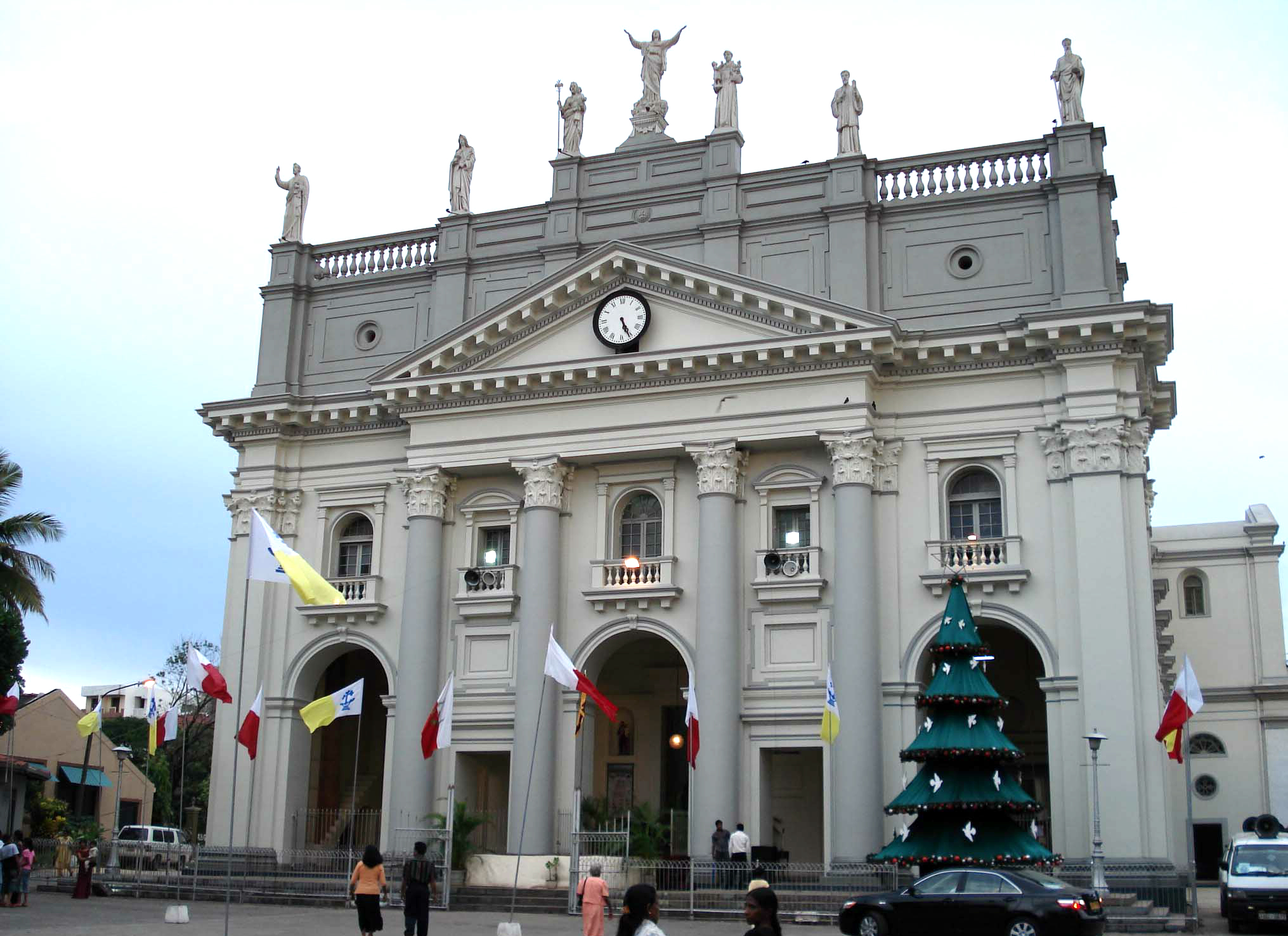
Sint-Luciakathedraal in Colombo

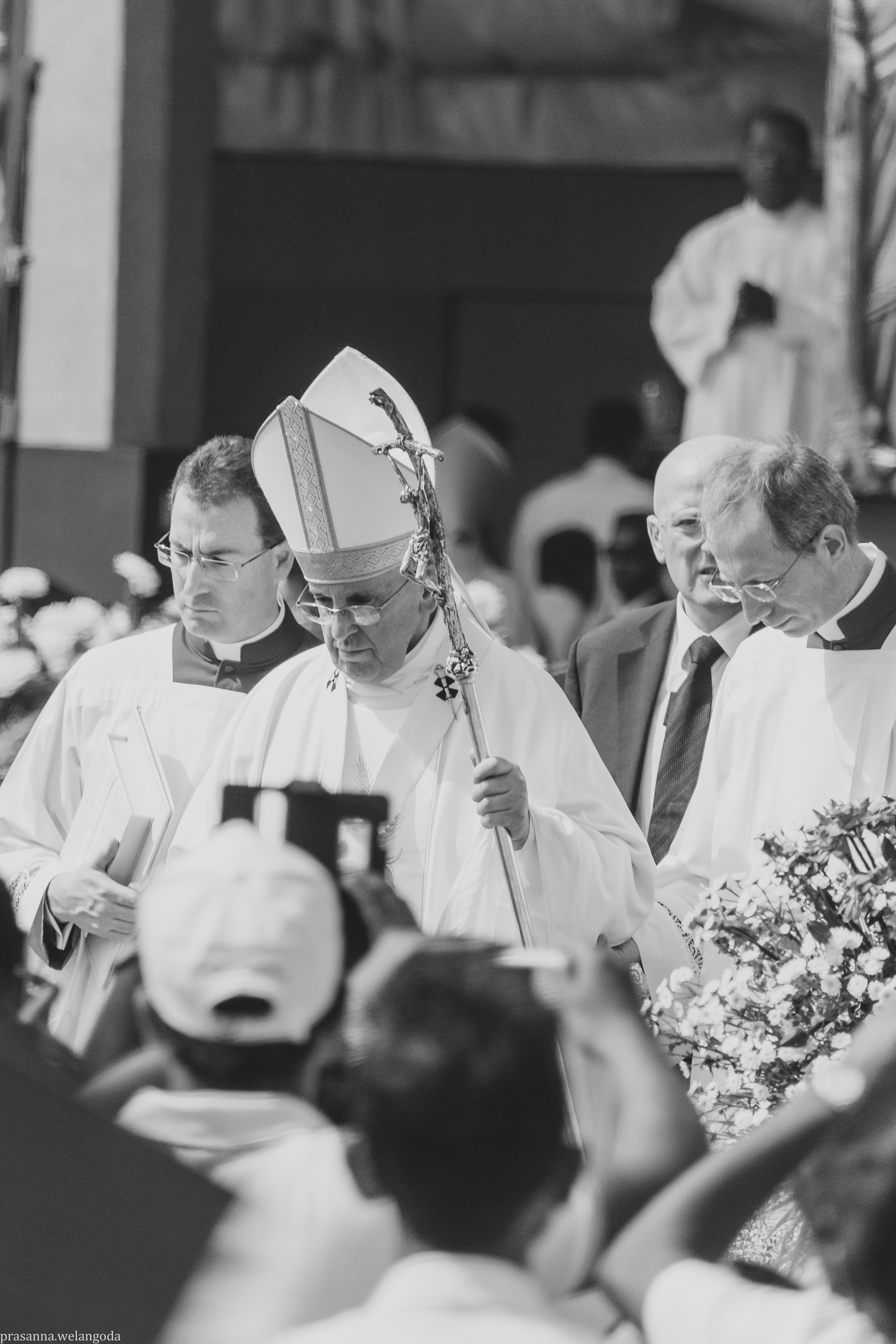
Paus Franciscus tijdens zijn bezoek aan Sri Lanka in 2015

De Katholieke Kerk in Sri Lanka maakt deel uit van de wereldwijde Katholieke Kerk, onder het leiderschap van de paus en de Curie. Het aantal katholieken in Sri Lanka bedraagt 6,1% van de bevolking, waarmee het de belangrijkste christelijke kerk is van het land. 

## Bestuurlijk
Sri Lanka vormt een kerkprovincie en bestaat uit het aartsbisdom Colombo, met elf bisdommen, die alle de Latijnse ritus volgen. De aartsbisschop van Colombo is kardinaal Albert Malcolm Ranjith Patabendige Don.
- Aartsbisdom Colombo
  - Bisdom Anuradhapura
  - Bisdom Badulla
  - Bisdom Batticaloa
  - Bisdom Chilaw
  - Bisdom Galle
  - Bisdom Jaffna
  - Bisdom Kandy
  - Bisdom Kurunegala
  - Bisdom Mannar
  - Bisdom Ratnapura
  - Bisdom Trincomalee

Het apostolisch nuntiusschap voor Sri Lanka is sinds 12 april 2025 vacant.

## Geschiedenis
Mogelijk waren er voor de komst van de Portugezen in 1505 al christenen actief op het eiland. Dit ging dan om Nestoriaanse en Thomaschristenen. De katholieke kerk bleef op het eiland aanwezig, vooral in de kustgebieden, ook nadat de Portugezen waren verdreven door de Hollanders. Onder het Brits bestuur werden de christenen en ook de katholieken bevoordeeld. Hieraan kwam een einde na de onafhankelijkheid en de regering trok steeds meer de boeddhistische kaart. De oorlog tussen de regering en de opstandige Tamils liet sporen na binnen de katholieke gemeenschap. Acht van de bisdommen worden bestuurd in het Singalees en vier in het Tamil. In januari 2015 bezocht paus Franciscus Sri Lanka. In april 2019, op Pasen, waren katholieke kerken het doelwit van islamitische terroristen, met een dodentol van honderden (zie: Aanslagen in Sri Lanka op 21 april 2019).
Afghanistan · Armenië · Azerbeidzjan · Bahrein · Bangladesh · Bhutan · Brunei · Cambodja · China · Filipijnen · Georgië · India · Indonesië · Irak · Iran · Israël · Japan · Jemen · Jordanië · Kazachstan · Kirgizië · Koeweit · Laos · Libanon · Maldiven · Maleisië · Mongolië · Myanmar · Nepal · Noord-Korea · Oezbekistan · Oman · Oost-Timor · Pakistan · Qatar · Rusland · Saoedi-Arabië · Singapore · Sri Lanka · Syrië · Tadzjikistan · Thailand · Turkije · Turkmenistan · Verenigde Arabische Emiraten · Vietnam · Zuid-Korea
Overige gebieden: Hongkong · Macau